# حزب النهضة (العراق)
حزب النهضة، هو حزب عراقي تأسس في 10 أغسطس 1922 في الكاظمية ببغداد. ذُكِر في منهاج الحزب أن مقاصده: «توحيد دعائم الاستقلال التام للشعب العراقي وتحقيق رغائبه بحكومة عربية دستورية ملكية ديمقراطية، والذب عن كيان الأمة العراقية، وتنشيط الفكرة الوطنية للوحدة العراقية على اختلاف أجناس العراقيين تضمهم حدود العراق الطبيعية».
كان حزب النهضة واحداً من أهم ثلاث أحزاب علنية تأسست في العهد الملكي بموجب قانون الأحزاب الذي صدر عام 1922، أما الحزبان الآخران فهما الحزب الوطني ، وحزب الأمة.
فتح الحزب له مقرات في البصرة والسماوة وكربلاء والنجف والموصل والحلة والهندية، وأصدر جريدة النهضة التي كان يرأس تحريرها أمين الخزار.
شارك الحزب في انتخابات عام 1924 لكنه فشل في إحراز أية نتيجة مما أدى ألى أنسحاب بعض أعضائه. جرت محاولات لدمج الحزب مع الحزب الوطني، وثالثهما حزب العهد لكن أصرار حزب النهضة على أن يكون المقر العام للحزب الموحد في النجف أدى إلى افشال تلك الجهود.
أُغلق الحزب، وأُغلق معه الحزب الوطني وتوقف نشاطها تماماً وانتهى أمرهما أواخر عام 1929.